# Josep Guardiola
Josep "Pep" Guardiola Sala (Santpedor, 18 de janeiro de 1971) é um treinador e ex-futebolista espanhol que comanda o Manchester City. Em 2023, foi eleito pela IFFHS como o melhor treinador do mundo.
É o primeiro técnico a conquistar a chamada "Tríplice Coroa Continental da Europa" por duas equipes diferentes e também em duas ligas diferentes, além de ser o mais jovem a vencer a Liga dos Campeões da UEFA. Guardiola é frequentemente considerado como o melhor treinador da atualidade e como um dos maiores técnicos de todos os tempos, sendo finalista do prêmio de Treinador do Ano da FIFA por oito vezes desde 2010, quando o prêmio surgiu — faturou o prêmio em 2011 e 2023. Poliglota, Pep também chama atenção por ser fluente em seis idiomas: catalão, espanhol, inglês, italiano, francês e alemão.
Como jogador, atuou como volante passou a maior parte da sua carreira no Barcelona, sendo um dos principais jogadores do chamado Dream Team comandado por Johan Cruijff, ganhando a primeira Liga dos Campeões da história do clube e conquistando o tetracampeonato consecutivo do Campeonato Espanhol. Pela Seleção Espanhola, disputou a Copa do Mundo FIFA de 1994, a Eurocopa de 2000 e os Jogos Olímpicos de 1992, competição esta em que faturou o ouro. Ele também disputou amistosos pela Seleção Catalã.
Como técnico, Guardiola iniciou sua carreira no Barcelona B, ganhando o título da Quarta Divisão Espanhola em sua primeira temporada. Na temporada seguinte, assumiu a equipe principal do Barça e conquistou a primeira tríplice coroa da história do clube (La Liga, Copa do Rei e Liga dos Campeões da UEFA) e, no ano de 2009, a primeira sêxtupla coroa da história do futebol. Ao fazê-lo, tornou-se o técnico mais jovem a vencer a competição continental europeia. Após conquistar a Liga Espanhola e a Liga dos Campeões em 2011, foi agraciado com a medalha de ouro do Parlamento Catalão, a maior honra da instituição. Guardiola deixou o Barcelona em 2012, tendo conquistado quatorze títulos, um recorde na história do clube.
Após um ano sabático, Pep assumiu o Bayern de Munique em 2013. No clube alemão, teve um aproveitamento de quase 80%, conquistou o tricampeonato consecutivo da Bundesliga e duas copas nacionais; além disso, chegou a três semifinais na Liga dos Campeões. Guardiola deixou os bávaros para assumir o Manchester City em 2016, com o projeto de levar o clube inglês ao seu primeiro título da Liga dos Campeões. Apesar de ter falhado na conquista continental em 2021, conseguiu esse feito na temporada 2022–23. O espanhol já levou os Citizens ao tetracampeonato consecutivo da Premier League, ao tetracampeonato da Copa da Liga e a dois títulos da Copa da Inglaterra.

## Carreira como jogador

### Barcelona
Chegou ao Barcelona com 13 anos, permanecendo nas categorias da base até 1990, quando fez sua estreia no time profissional, contra o Cádiz.
Tornou-se titular a partir da temporada 1991–92, temporada em que a equipe, então comandada pelo treinador Johan Cruijff, conquistou a La Liga (Campeonato Espanhol) e a Liga dos Campeões da UEFA, até então nomeada "Taça dos Clubes Campeões Europeus". Guardiola fez parte da equipe que perdeu a final da Copa Intercontinental para o São Paulo do treinador Telê Santana por 2–1, em Tóquio, em dezembro de 1992. Mais dois títulos espanhóis vieram nas duas temporadas seguintes, tendo o volante permanecido com a titularidade. Na temporada 1996–97, quando foi nomeado capitão da equipe, coube a Pep levantar os troféus nas conquistas da Copa do Rei, da Supercopa da UEFA e da Recopa Europeia. Comandado pelo treinador inglês Bobby Robson, o Barça ainda contava com José Mourinho como auxiliar-técnico.
Depois de rejeitar propostas da Roma e do Parma no fim da temporada, o Barcelona renovou o contrato de Guardiola até 2001.
Pep ficou de fora da maior parte dos jogos da temporada seguinte devido a uma lesão que o deixou afastado dos gramados, mas retornou em 1998–99 para participar ativamente de mais conquistas, como a La Liga e a Copa do Rei.
No final do contrato, já com 31 anos, sem ter conquistado mais títulos nas últimas duas temporadas que passou no Barcelona, Guardiola se despediu do clube catalão para ir jogar na Itália, pelo Brescia.

### Brescia e Roma
Sondado por diversos clubes ingleses e italianos, o jogador acabou assinando com o Brescia e logo depois com a Roma. Passou por momentos difíceis em novembro de 2001, sendo suspenso por quatro meses por uso da substância proibida nandrolona. Em 2005, Guardiola chegou a ser condenado à sete meses de prisão, mas foi absolvido da acusação em 2007.

### Catar e México
Depois de retornar ao Brescia em 2003, Guardiola assinou com o Al-Ahli. O volante recusou propostas como a do Manchester United para atuar no clube do Catar. Comandado pelo brasileiro Pepe, Guardiola já indicava sua futura vocação para treinador, frequentemente questionando Pepe sobre o estilo de jogo do Santos que marcou época nas décadas de 1950 e 60.
Em 2005, aceitou uma proposta do treinador Juan Manuel Lillo para jogar no México, pela equipe do Dorados de Sinaloa, onde ficou por cinco meses antes de encerrar a carreira de futebolista.

### Seleções Espanhola e Catalã
Guardiola jogou 47 partidas pela Seleção Espanhola, entre 1992 e 2001, e foi capitão do time que ganhou a medalha de ouro nas Olimpíadas de 1992, em Barcelona, sendo esta a maior conquista da história da Seleção daquele país até então.
Foi membro da Seleção durante a Copa do Mundo de 1994, realizada nos Estados Unidos, mas teve problemas com o treinador Javier Clemente e não disputou a Euro 1996. Lesões o tiraram da Copa do Mundo de 1998, na França, mas depois o volante fez parte dos 23 convocados que disputaram a Euro 2000.
Entre 1995 e 2005, Guardiola também jogou pela Seleção Catalã. No total, foram sete partidas amistosas pela Seleção.

## Carreira como treinador

### Barcelona
Guardiola iniciou sua carreira de treinador comandando o Barcelona B, no dia 21 de junho de 2007. Foi campeão da Tercera División (quarta divisão espanhola). Com esta equipe, comandou alguns jogadores que mais tarde promoveria para o time principal do Barcelona, como Sergio Busquets, Pedro Rodríguez e Thiago Alcântara.
Em 8 de maio de 2008, Guardiola foi nomeado oficialmente treinador do Barcelona. Assumiu a partir da temporada 2008–09 a equipe principal do Barça, substituindo o holandês Frank Rijkaard. Desde então, tornou-se o maior treinador estreante de todos os tempos, superando até o lendário Johan Cruijff, conquistando nada menos que a La Liga (Campeonato Espanhol), a Copa do Rei, a Liga dos Campeões da UEFA, a Supercopa da Espanha, a Supercopa da UEFA e Copa do Mundo de Clubes da FIFA na mesma temporada, inclusive conquistando diversos prêmios de melhor treinador do ano por revistas e associações de renome superando oponentes como José Mourinho treinador do Real Madrid, maior rival do Barça, entre outros. O espanhol ficou marcado por potencializar e desenvolver o futebol de craques como Lionel Messi, Xavi e Andrés Iniesta, que sob seu comando viveram o auge de suas carreiras.
No dia 27 de abril de 2012, depois da eliminação para o Chelsea na Liga dos Campeões, Guardiola anunciou que não seria mais o técnico do Barcelona, afirmando que essa não era uma decisão fácil. Após o anúncio de sua saída, Pep declarou que iria tirar um ano sabático, não assumindo assim o comando de nenhuma equipe na temporada seguinte.

### Bayern de Munique
Foi confirmado como treinador do Bayern no dia 16 de janeiro de 2013, chegando para substituir o vitorioso Jupp Heynckes, que havia acabado de conquistar a tríplice coroa. Guardiola, no entanto, só assumiria a equipe em junho, a partir da temporada seguinte.

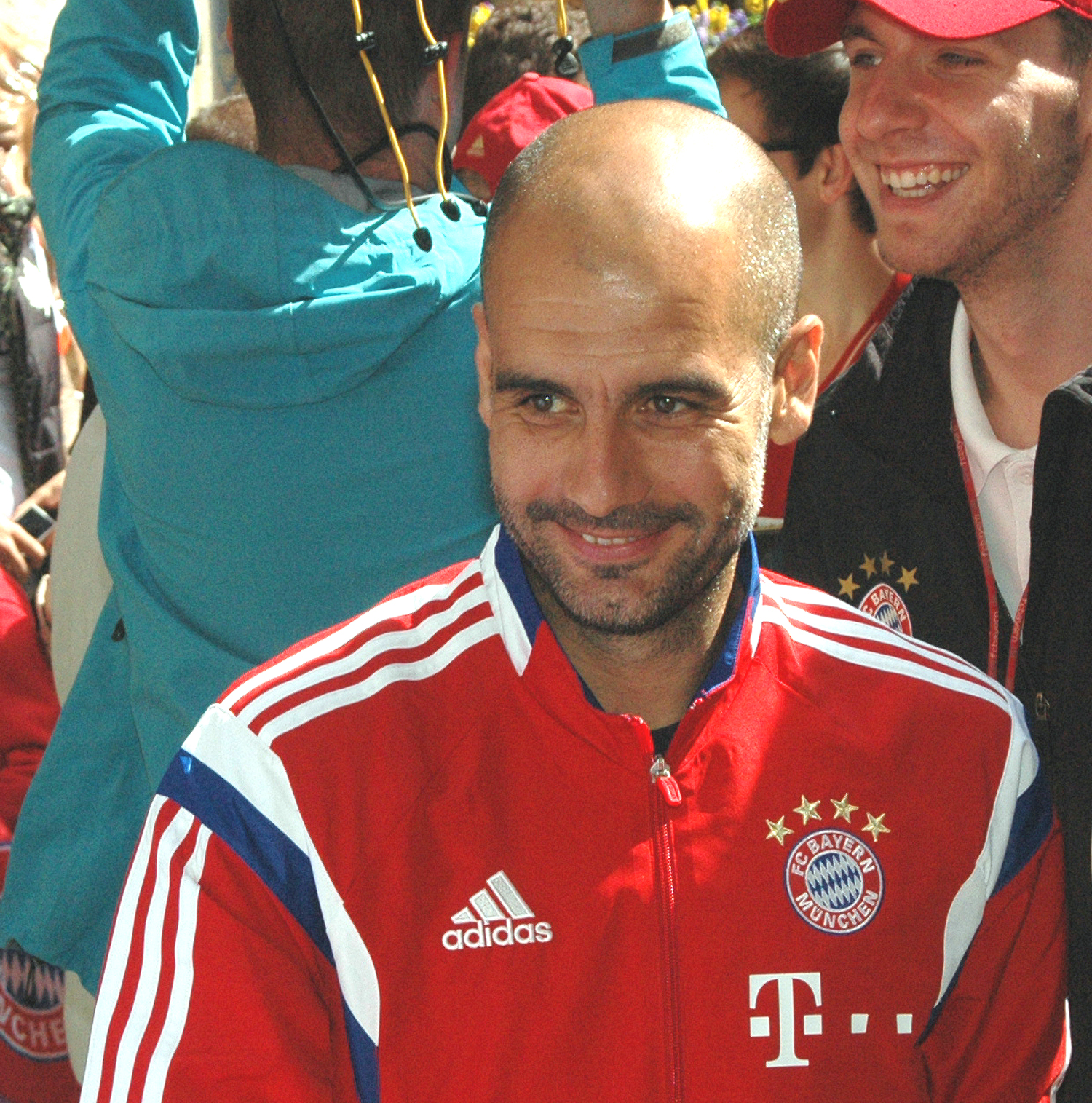
Guardiola como treinador do Bayern em 2014

Em seu primeiro ano à frente do clube, o treinador fez algumas mudanças na equipe titular (inclusive mudando a posição de alguns jogadores), diminuindo a estatura e aumentando a velocidade da equipe. Apesar de ter conquistado resultados expressivos, Guardiola recebeu várias críticas negativas. Franz Beckenbauer, presidente de honra do clube alemão, chegou a afirmar que, diferentemente do que tem acontecido nos jogos do Bayern, ele sempre tentou ser muito objetivo em suas jogadas e, por isso, vê com maus olhos o estilo de "posse de bola a todo custo", implantado por Guardiola. Pep se defendeu dizendo que o problema é que seu estilo de jogo não faz parte da cultura alemã de futebol.
| “                                               | Quando estão na linha do gol, os jogadores tocam outra vez a bola para trás. (...) Se tenho a chance de chutar de fora da área, ainda mais diante de uma defesa fechada, eu o faço. É a forma mais eficaz. | ” |
| — Franz Beckenbauer, em entrevista à Sky Sports | |   |

A goleada (e a eliminação) de 4–0 para o Real Madrid, na Liga dos Campeões, fez Guardiola repensar seu jogo para seu segundo ano à frente do Bayern. Ele percebeu que adiantar suas linhas, aprofundando as jogadas pelos flancos, já não parecia ser suficiente para surpreender os rivais. Assim, Pep incorporou alguns conceitos germânicos de futebol. Sua equipe passou a ser mais faltosa, levando mais cartões, mas também fazendo mais gols de cabeça. As jogadas aéreas sempre foram a grande deficiência do Barcelona quando por ele treinado.
No dia 20 de dezembro de 2015, o Bayern comunicou oficialmente que o treinador catalão não renovaria o seu contrato com o clube, deixando-o ao final da temporada 2015–16.

### Manchester City
No dia 1 de fevereiro de 2016, o Manchester City confirmou a contratação de Guardiola para as próximas três temporadas, substituindo Manuel Pellegrini a partir de 1 de julho 2016. Em sua primeira temporada, não conquistou nenhum campeonato e apresentou números abaixo da média. Na temporada seguinte, trouxe grandes reforços ao clube como o meia português Bernardo Silva, o goleiro brasileiro Ederson e o lateral Kyle Walker, iniciando uma reformulação no elenco. Conquistou seu primeiro título na Inglaterra ao bater o Arsenal na final da Copa da Liga Inglesa. Na Premier League de 2017–18, bateu um recorde que nenhum clube havia alcançado em 130 anos no país, ao conquistar a incrível marca de 100 pontos. Iniciou a temporada 2018–19 com o título da Supercopa da Inglaterra ao derrotar o Chelsea por 2–0. Novamente conquistou a Copa da Liga Inglesa ao bater o Chelsea nos pênaltis. Na Premier League, travou uma disputa intensa com o Liverpool, conquistando o bicampeonato com 98 pontos, apenas um a mais que os Reds. No dia 18 de maio de 2019, sagrou-se campeão da Copa da Inglaterra após golear o Watford na final por 6–0, conquistando uma inédita tríplice coroa nacional.
Na temporada 2020–21, chegou até a final da Liga dos Campeões com a equipe de Manchester, mas o City perdeu por 1–0 para o Chelsea e ficou com o vice-campeonato.
Conquistou seu quinto título da Premier League no dia 20 de maio de 2023, após uma derrota do Arsenal por 1–0 para o Nottingham Forest. Com 85 pontos, a equipe de Pep sagrou-se campeã com três jogos de antecedência. No dia seguinte, na celebração do título no Etihad Stadium, o Manchester City venceu o Chelsea por 1–0, com direito à muita festa dos torcedores. O treinador encerrou a temporada 2022–23 com chave de ouro, conduzindo o City ao tão sonhado troféu da Liga dos Campeões da UEFA. Na final realizada no Estádio Olímpico Atatürk, em Istambul, seus comandados venceram a Internazionale por 1–0, com gol de Rodri, e assim conquistaram o inédito título que o clube tanto desejava.
Em dezembro, comandou a equipe no título do Mundial de Clubes realizado na Arábia Saudita. Mesmo sem importantes jogadores como Erling Haaland e Kevin De Bruyne, cortados da competição, os Citizens venceram o Urawa Reds, do Japão, por 3–0 na semifinal, e golearam o Fluminense de Fernando Diniz por 4–0 na final. Curiosamente, o placar foi o mesmo do Mundial conquistado por Guardiola contra outro clube brasileiro — na edição de 2011, o Barcelona venceu o Santos de Neymar por 4–0.

## Estilo de jogo
| “                 | Em todos os esportes coletivos, o segredo é sobrecarregar tanto um lado do gramado que o oponente deve forçar sua própria defesa a jogar. Você sobrecarrega de um lado e os atrai tanto que eles deixam o outro lado fraco. E quando nós fizermos tudo isso, nós atacamos e marcamos do outro lado. É por isso que você tem que passar a bola, mas apenas se você estiver fazendo isso com uma intenção clara. É apenas para sobrecarregar o oponente, para atraí-los e então acertá-los com o golpe. É assim que nosso jogo deve ser. | ” |
| — Josep Guardiola | |   |

No auge, Guardiola venceu mais que os outros treinadores porque ele ousou inovar, modernizando os valores e táticas dominantes no futebol de então, trazendo para o século XXI as ideias de Rinus Michels de compactação, pressão, posse de bola e superioridade numérica. As equipes que treinou não só obtiveram sucesso nos respectivos campeonatos nacionais e europeus, como serviram de base para as Seleções campeãs do mundo em 2010 e 2014.
Adepto do jogo posicional, Guardiola costuma armar suas equipes no 4-3-3 ou no 4-1-4-1. Outras características dos times treinados pelo Guardiola são: utilização do chamado falso 9, marcação à pressão, altas taxas de posse de bola, obsessão pelo controle da bola e do ritmo do jogo, e constante revezamento no elenco para diminuir a chance de lesão. Sua obsessão por essa filosofia é tanta que ele chegou a defender que todos os gramados dos campos de competições nacionais e internacionais devem ser aparados o máximo possível. Teoricamente, isso faria a bola correr com maior velocidade.
Seus times são comumente atribuídos ao tiki-taka, mas ele já chegou a reclamar desse estilo de jogo no livro "Herr Pep", que fala sobre sua carreira.
| “                                   | Odeio o tiki-taka. A posse de bola é apenas um método para ordenar a equipe e desmontar o time adversário. Se não há uma sequência de 15 passes, é impossível fazer uma transição da defesa para o ataque de forma correta. | ” |
| — Guardiola reclamando do tiki-taka | |   |

A abordagem de Guardiola ao jogo evoluiu ao longo dos anos. Depois de aprender o estilo análogo ao Futebol total holandês sob o comando de Johan Cruijff, Pep foi particularmente influenciado por seu tempo como jogador no México sob o comando de seu amigo e técnico do Dorados, Juan Manuel Lillo. Guardiola também procurou a ajuda de Marcelo Bielsa para aprender com ele. Seus editoriais para o El País durante a Copa do Mundo de 2006 elogiando o time espanhol de Luis Aragonés e o time mexicano de Ricardo La Volpe revelam a extensão de sua reverência pelo futebol de ataque baseado na posse de bola, com zagueiros e o goleiro jogando de a parte de trás, que Guardiola mais tarde citou como uma grande inspiração em várias ocasiões. Em um de seus editoriais, ele chamou Zinédine Zidane de "o melhor zagueiro da França", apontando como a reciclagem da posse de bola em si é uma tática defensiva fundamental, algo que os times de Guardiola mais tarde se tornariam sinônimos. Philipp Lahm, que foi jogador de Pep no Bayern de Munique, apontou que suas táticas eram principalmente "um Sacchi ofensivo", inspirado no Milan comandado por Arrigo Sacchi do final da década de 1980, enfatizando movimentos fluidos, recuperações rápidas e mantendo a posse da bola, o que contrastava fortemente com o estilo catenaccio estritamente defensivo empregado efetivamente por José Mourinho e mais tarde por Diego Simeone; e que Guardiola desenvolveu sua abordagem que aparentemente agora era uma mistura de ambos os estilos. De acordo com o livro "Che Pep", de Vicente Muglia, jornalista do diário argentino "Olé", Guardiola foi influenciado pela escola argentina de jogar futebol. A obra descreve que o espanhol, ainda jovem, inspirou-se no famoso "caráter argentino" de "não desistir nunca" e "fazer muito com pouco", além da inquestionável paixão do país por futebol. Não à toa, Guardiola frequentemente afirma que Marcelo Bielsa é quem ele mais admira como treinador.

## Reconhecimentos

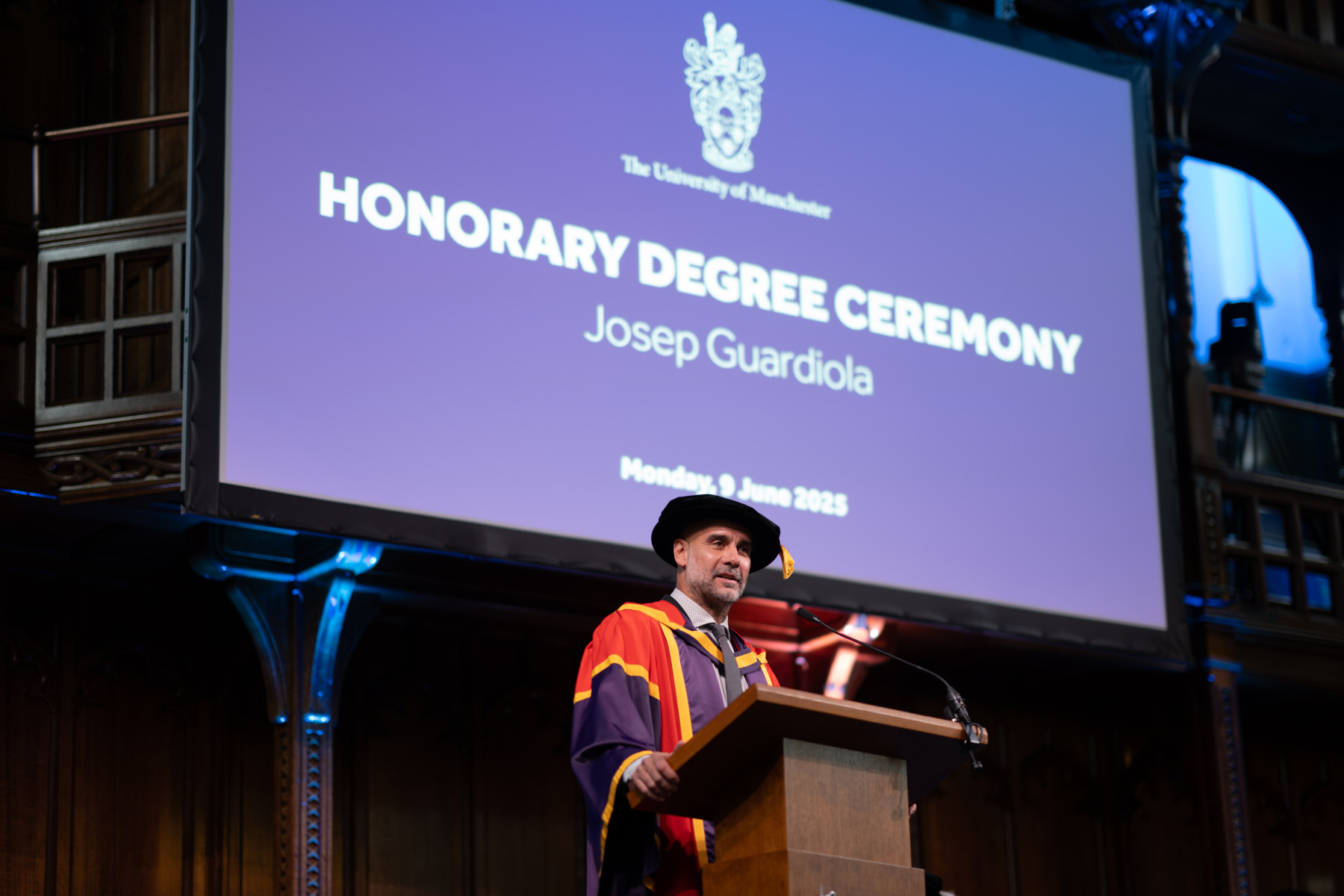
Guardiola recebendo um título honorário

Em 2025, Pep Guardiola recebeu o título de doutor honoris causa da Universidade de Manchester. Segundo a instituição, o prêmio ocorreu em razão da relevância do treinador para a cidade, dentro e fora de campo. Durante seu discurso, o treinador criticou a Guerra Israel-Hamas, em Gaza. Ele disse não se tratar de ideologia, mas de amor à vida.

## Estatísticas como jogador

### Clubes
| 1990–91 | Barcelona          | 4   | 0  | 1  | 0 |    |   |    |   | 5   | 0  |
| 1991–92 | Barcelona          | 26  | 0  | 3  | 0 | 11 | 0 | 2  | 0 | 42  | 0  |
| 1992–93 | Barcelona          | 28  | 0  | 5  | 1 | 4  | 0 | 4  | 0 | 41  | 1  |
| 1993–94 | Barcelona          | 34  | 0  | 5  | 0 | 6  | 0 | 2  | 0 | 47  | 0  |
| 1994–95 | Barcelona          | 24  | 2  | 4  | 0 | 6  | 0 | 2  | 0 | 36  | 2  |
| 1995–96 | Barcelona          | 31  | 1  | 7  | 0 | 7  | 1 |    |   | 45  | 2  |
| 1996–97 | Barcelona          | 38  | 0  | 8  | 0 | 7  | 1 | 2  | 0 | 55  | 1  |
| 1997–98 | Barcelona          | 6   | 0  | 3  | 0 | 3  | 0 | 2  | 0 | 14  | 0  |
| 1998–99 | Barcelona          | 22  | 1  | 3  | 0 | 1  | 0 |    |   | 26  | 1  |
| 1999–00 | Barcelona          | 25  | 0  |    |   | 12 | 1 | 2  | 0 | 39  | 1  |
| 2000–01 | Barcelona          | 24  | 2  | 4  | 3 | 7  | 0 |    |   | 35  | 5  |
| Total | Total              | 262 | 6  | 43 | 4 | 64 | 3 | 16 | 0 | 385 | 13 |
| 2001–02 | Brescia            | 11  | 2  | 2  | 0 |    |   |    |   | 13  | 2  |
| 2002–03 | Roma               | 4   | 0  | 3  | 1 | 1  | 0 |    |   | 8   | 1  |
| 2002–03 | Brescia            | 13  | 1  | 3  | 1 |    |   |    |   | 16  | 2  |
| 2003–04 | Al-Ahli            | 18  | 2  |    |   |    |   |    |   | 18  | 2  |
| 2004–05 | Al-Ahli            | 18  | 5  |    |   |    |   |    |   | 18  | 5  |
| 2005–06 | Dorados de Sinaloa | 10  | 1  |    |   |    |   |    |   | 10  | 1  |
| Total na carreira | Total na carreira  | 336 | 17 | 51 | 6 | 64 | 3 | 16 | 0 | 467 | 26 |
| 1 - Inclusos: Liga dos Campeões da UEFA, Recopa da Europa e Copa da UEFA 2 - Inclusos: Supercopa da Espanha, Supercopa da UEFA e Copa Intercontinental 3 - Fonte: Base de Dados Histórica de Fútbol |                    |     |    |    |   |    |   |    |   |     |    |

### Seleção Espanhola
| Ano   | Partidas | Gols |
| ----- | -------- | ---- |
| 1992  | 2        | 1    |
| 1993  | 5        | 0    |
| 1994  | 7        | 1    |
| 1995  | 0        | 0    |
| 1996  | 5        | 1    |
| 1997  | 4        | 1    |
| 1998  | 0        | 0    |
| 1999  | 9        | 0    |
| 2000  | 8        | 1    |
| 2001  | 7        | 0    |
| Total | 47       | 5    |

| #  | Data                    | Local                                  | Adversário | Placar | Resultado | Competição                             |
| -- | ----------------------- | -------------------------------------- | ---------- | ------ | --------- | -------------------------------------- |
| 1. | 16 de dezembro de 1992  | Sánchez Pizjuán, Sevilla, Espanha      | Letónia    | 2–0    | 5–0       | Eliminatórias da Copa do Mundo de 1994 |
| 2. | 27 de junho de 1994     | Soldier Field, Chicago, Estados Unidos | Bolívia    | 0–1    | 1–3       | Copa do Mundo de 1994                  |
| 3. | 14 de dezembro de 1996  | Mestalla, Valencia, Espanha            | Iugoslávia | 1–0    | 2–0       | Eliminatórias da Copa do Mundo de 1998 |
| 4. | 12 de fevereiro de 1997 | José Rico Pérez, Alicante, Espanha     | Malta      | 1–0    | 4–0       | Eliminatórias da Copa do Mundo de 1998 |
| 5. | 3 de junho de 2000      | Ullevi, Gotemburgo, Suécia             | Suécia     | 0–1    | 1–1       | Amistoso                               |

## Estatísticas como treinador
Atualizadas até 22 de fevereiro de 2025
| Clube             | Jogos | Vitórias | Empates | Derrotas | Aproveitamento |
| ----------------- | ----- | -------- | ------- | -------- | -------------- |
| Barcelona B       | 42    | 28       | 9       | 5        | 73.81%         |
| Barcelona         | 247   | 179      | 47      | 21       | 78.81%         |
| Bayern de Munique | 161   | 121      | 21      | 19       | 79.50%         |
| Manchester City   | 512   | 362      | 74      | 76       | 75.52%         |
| Total             | 962   | 690      | 151     | 121      | 76.96%         |

## Títulos como jogador
Barcelona B
- Segunda División B: 1990–91

Barcelona
- La Liga: 1990–91, 1991–92, 1992–93, 1993–94, 1997–98 e 1998–99
- Supercopa da Espanha: 1991, 1992, 1994 e 1996
- Taça dos Clubes Campeões Europeus: 1991–92
- Supercopa da UEFA: 1992 e 1997
- Recopa Europeia: 1996–97
- Copa do Rei: 1996–97 e 1997–98

Seleção Espanhola
- Medalha de Ouro nas Olimpiadas: 1992

### Prêmios individuais
- Troféu Bravo: 1992
- Melhor jogador espanhol: 1992
- Seleção do Torneio da Eurocopa: 2000
- Seleção Espanhola de Todos os Tempos (Time B) - IFFHS: 2022[70]

## Títulos como treinador
Barcelona B
- Tercera División: 2007–08

Barcelona
- La Liga: 2008–09, 2009–10 e 2010–11
- Copa do Rei: 2008–09 e 2011–12
- Liga dos Campeões da UEFA: 2008–09 e 2010–11
- Supercopa da Espanha: 2009, 2010 e 2011
- Supercopa da UEFA: 2009 e 2011
- Copa do Mundo de Clubes da FIFA: 2009 e 2011

Bayern de Munique
- Supercopa da UEFA: 2013
- Copa do Mundo de Clubes da FIFA: 2013
- Bundesliga: 2013–14, 2014–15 e 2015–16
- Copa da Alemanha: 2013–14 e 2015–16

Manchester City
- Premier League: 2017–18, 2018–19, 2020–21, 2021–22, 2022–23 e 2023–24
- Copa da Liga Inglesa: 2017–18, 2018–19, 2019–20 e 2020–21
- Supercopa da Inglaterra: 2018, 2019 e 2024
- Copa da Inglaterra: 2018–19 e 2022–23
- Liga dos Campeões da UEFA: 2022–23
- Supercopa da UEFA: 2023
- Copa do Mundo de Clubes da FIFA: 2023

### Prêmios individuais
- Don Balón - Melhor treinador do ano: 2009 e 2010
- Trofeo Miguel Muñoz: 2008–09 e 2009–10
- Onze d'Or - treinador do ano: 2009, 2011 e 2012
- Melhor treinador do ano eleito pela revista World Soccer: 2009 e 2011
- Melhor treinador do mundo pela IFFHS: 2009, 2011 e 2023[71]
- Equipe do Ano da UEFA: 2008–09 e 2010–11
- Treinador do Ano da La Liga: 2009, 2010, 2011 e 2012
- Treinador do Ano da FIFA: 2011 e 2023
- 18º Melhor Treinador de Todos os Tempos da ESPN: 2013[72]
- Treinador do mês da Premier League: fevereiro de 2017, setembro de 2017, outubro de 2017, novembro de 2017, dezembro de 2017, fevereiro de 2019, abril de 2019, janeiro de 2021, fevereiro de 2021, novembro de 2021 e dezembro de 2021[73]
- Treinador do Ano na Premier League: 2017–18, 2018–19, 2020–21, 2022–23[73] e 2023–24
- 5º Melhor Treinador de Todos os Tempos da World Soccer: 2013[74][75]
- 5º Melhor Treinador de Todos os Tempos da France Football: 2019[76][77][78]
- Treinadores do século (2001–20) pela Globe Soccer Awards
- Treinador do Ano da UEFA: 2022–23[79]
- Melhor treinador do mundo da Globe Soccer Awards: 2023[80]

### Outros
- Catalão do Ano: 2009
- Ordem Real de Esportes de Mérito: 2010